# Фармаколіт

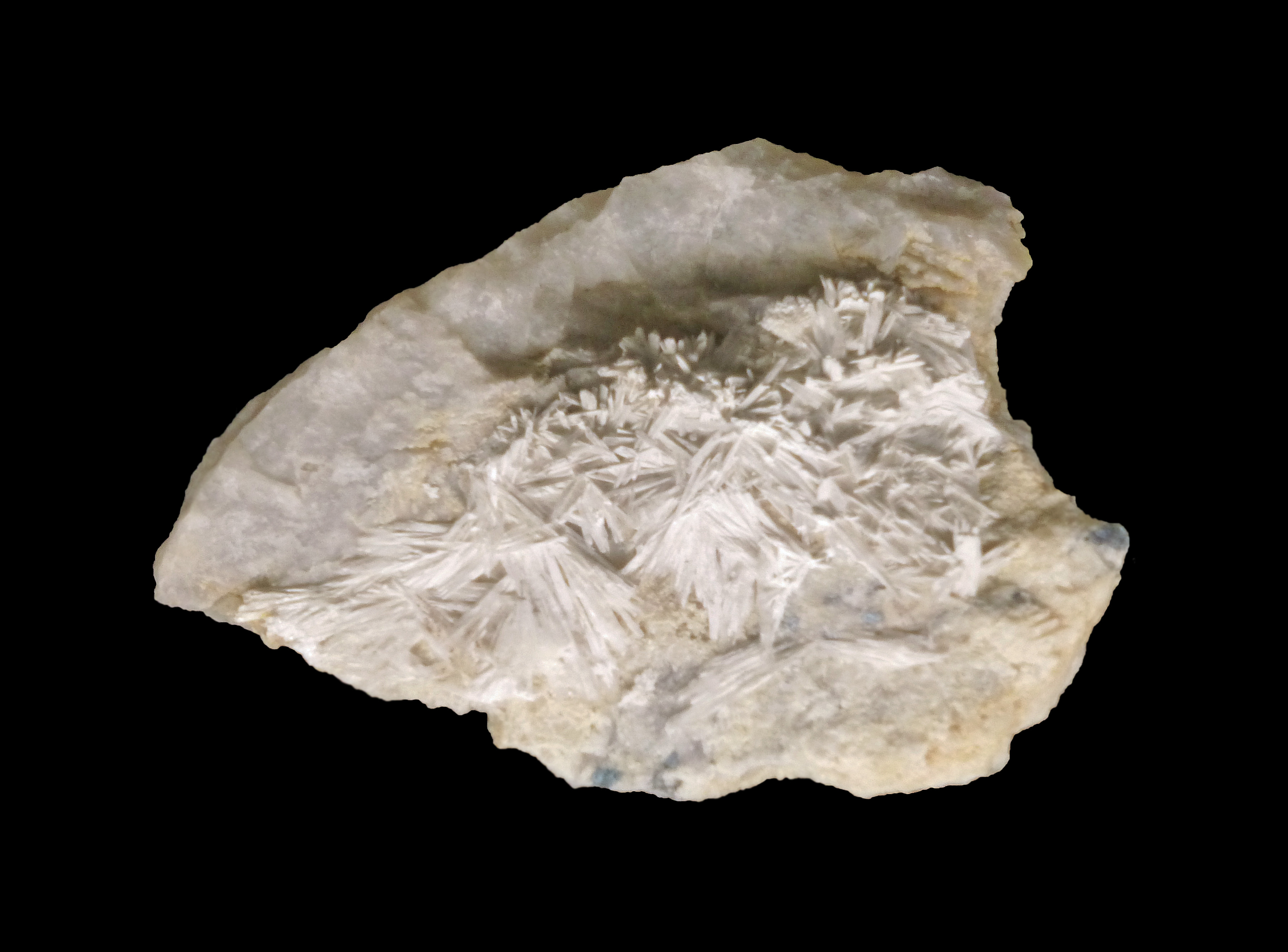
Фармаколіт з Сент-Марі-о-Мін

Фармаколіт (англ. pharmacolite; нім. Pharmacolit m) — мінерал, водний кислий арсенат кальцію шаруватої будови.
Від грецьк. «фармакон» — отрута, лікарський засіб і «літос» — камінь (D.L.G.Karsten, 1800).
Синоніми: фармакіт.

## Опис
Хімічна формула: CaH[AsO4]•2H2O.
Містить (%): CaO — 25,9; As2O5 — 53,3; H2O — 20,8.
Сингонія моноклінна. Призматичний вид. Утворює таблитчасті або волокнисті кристали, радіальноволокнисті, нирко-, сталактитоподібні аґреґати, нальоти, вицвіти, горбисті кірочки, борошнисті та землисті маси. Спайність досконала по (010). Густина 2,6-2,7. Тв. 2. Колір білий, сіруватий, жовтуватий, червонуватий. Блиск скляний. Злом нерівний. Супутні мінерали: нікелін, хлоантит, еритрин, анабергіт.

## Розповсюдження
Зустрічається в зоні окиснення арсенових родовищ. Рідкісний. Знахідки: Віттіхен, Шварцвальд; Санкт-Андреасберґ, Гарц (ФРН), Яхімов (Чехія), Сент-Марі, Вогези — Верхній Рейн (Франція).